# 귀전록
《귀전록》은 115조에 달하는 작품으로,송대의 문필가 구양수가 지었으며, 송대역사쇄문류 필기소설의 선두작품이다.내용은 주로 문인·사대부의 언행과 일화가 가장 많은 부분을 차지하며 정치와 제도, 문학과 예술, 해학 등 다양한 주제들을 담고 있어 사대부들의 교류와 습속, 사회현상에 대해 구체적으로 알 수 있다. 또한 당대 사대부들의 일상사 내지 뒷이야기들을 알 수 있는 중요한 자료로 활용될 수 있을 것이다.
시간을 아껴 독서에 열중한 것으로 유명한 구양수는 귀전록에서 자신이 지은 문장의 상당수를 말 위에서, 침대 위에서, 화장실에서 구상했다고 한다. 이를 두고 '삼상(三上)', 즉 마상(馬上), 침상(枕上), 측(칙)상(厠上)이라고 불렀다. 항상 틈만 나면 장소가 어디든 공부하고 독서하고 글을 지은 것이다.
쇄문(瑣聞)은 전해오는 이야기와 기담 등을 간단하게 기록한 것이고, 필기소설은 특정한 격식에 매이지 않고 자유롭게 붓을 따라 써 가는 체제인 수필형식으로써 견문(見聞)이나 잡감(雜感)을 기록한 필기적 기록 가운데 사건이 있고 인물이 있으며 스토리가 있으면 필기소설이라고 칭할 수 있다.